# Charitopes carri
Charitopes carri är en stekelart som först beskrevs av Per Abraham Roman 1923.  Charitopes carri ingår i släktet Charitopes och familjen brokparasitsteklar. Inga underarter finns listade i Catalogue of Life.